# Carlo Bellero
Carlo Bellero (La Spezia, 15 maggio 1911 – Roma, 31 maggio 1988) è stato un direttore della fotografia italiano attivo tra il 1941 e il 1964.

## Biografia
Esordì come operatore cinematografico. Ha lavorato con numerosi registi, tra cui: Giorgio Simonelli, Turi Vasile, Ermanno Olmi, Mario Amendola, Domenico Paolella, Giorgio Capitani e Francesco De Robertis.
“Nel 1944 la sorella di Nino Baragli, Elda, aveva seguito al nord suo marito Carlo Bellero, operatore del film “Alfa Tau!” di Francesco De Robertis. Erano rimasti al nord all'epoca del governo di Salò e si trovavano nei teatri di posa della nuova Scalera a Venezia, ove si era trasferita la casa di produzione, che cercava di portare a termine la produzione del film “Marinai senza stelle”. Carlo Bellero faceva l'operatore e Nino Baragli raggiunse Venezia e cominciò da aiuto-operatore: caricava e scaricava gli châssis.
De Robertis affida la fotografia a Carlo Bellero nel 1941 quando dirige La nave bianca e Uomini sul fondo, poi nel 1948 per Fantasmi del mare, quindi nel 1950 per il film Gli amanti di Ravello. Nel 1952 per Carica eroica in locandina appare in risalto la fotografia affidata a Carlo Bellero. Nel 1954 - infine - con il regista pugliese realizza Uomini ombra e Mizar (Sabotaggio in mare).
Nel 1958 cura la fotografia per il film di Totò Gambe d'oro, diretto da Turi Vasile girato a Cerignola. Nel 1963 lavora per il film Il demonio girato a Matera da Brunello Rondi.

## Filmografia

### Cinema
- La nave bianca, regia di Francesco De Robertis (1941)
- Uomini sul fondo, regia di Francesco De Robertis (1941)
- Uomini e cieli, regia di Francesco De Robertis (1943)
- Fantasmi del mare, regia di Francesco De Robertis (1948)
- Il mulatto, regia di Francesco De Robertis (1950)
- Gli amanti di Ravello, regia di Francesco De Robertis (1950)
- Bellezze a Capri, regia di Luigi Capuano e Adelchi Bianchi (1951)
- Carica eroica, regia di Francesco De Robertis (1952)
- Amore rosso - Marianna Sirca, regia di Aldo Vergano (1952)
- Dramma sul Tevere, regia di Tanio Boccia (1952)
- Non ho paura di vivere, regia di Fabrizio Taglioni (1952)
- Martin Toccaferro, regia di Leonardo De Mitri (1953)
- Uomini ombra, regia di Francesco De Robertis (1954)
- Mizar (Sabotaggio in mare), regia di Francesco De Robertis (1954)
- Io sono la primula rossa, regia di Giorgio Simonelli (1955)
- Ragazzi della Marina, regia di Francesco De Robertis (1958)
- Gambe d'oro, regia di Turi Vasile (1958)
- Il tempo si è fermato, regia di Ermanno Olmi (1959)
- Tre fili fino a Milano, regia di Ermanno Olmi (1958)
- Venezia città moderna, regia di Ermanno Olmi (1958)
- Gagliardi e pupe, regia di Roberto Bianchi Montero (1958)
- Roulotte e roulette, regia di Turi Vasile (1959)
- La banda del buco, regia di Mario Amendola (1960)
- Il segreto dello sparviero nero, regia di Domenico Paolella (1961)
- Il terrore dei mari, regia di Domenico Paolella (1961)
- Maciste contro lo sceicco, regia di Domenico Paolella (1962)
- Ursus gladiatore ribelle, regia di Domenico Paolella (1963)
- Il demonio, regia di Brunello Rondi (1963)
- Mondo infame, regia di Roberto Bianchi Montero (1963)
- Zorro e i tre moschettieri, regia di Luigi Capuano (1963)
- Ercole, Sansone, Maciste e Ursus gli invincibili, regia di Giorgio Capitani (1964)
- Assassino senza volto, regia di Angelo Dorigo (1968)